# (463887) 2014 UJ85
(463887) 2014 UJ85 es un asteroide perteneciente al cinturón de asteroides, descubierto el 24 de noviembre de 2006 por el equipo Spacewatch desde el Observatorio Nacional de Kitt Peak (Arizona, Estados Unidos).